# KS Kandija-Grm

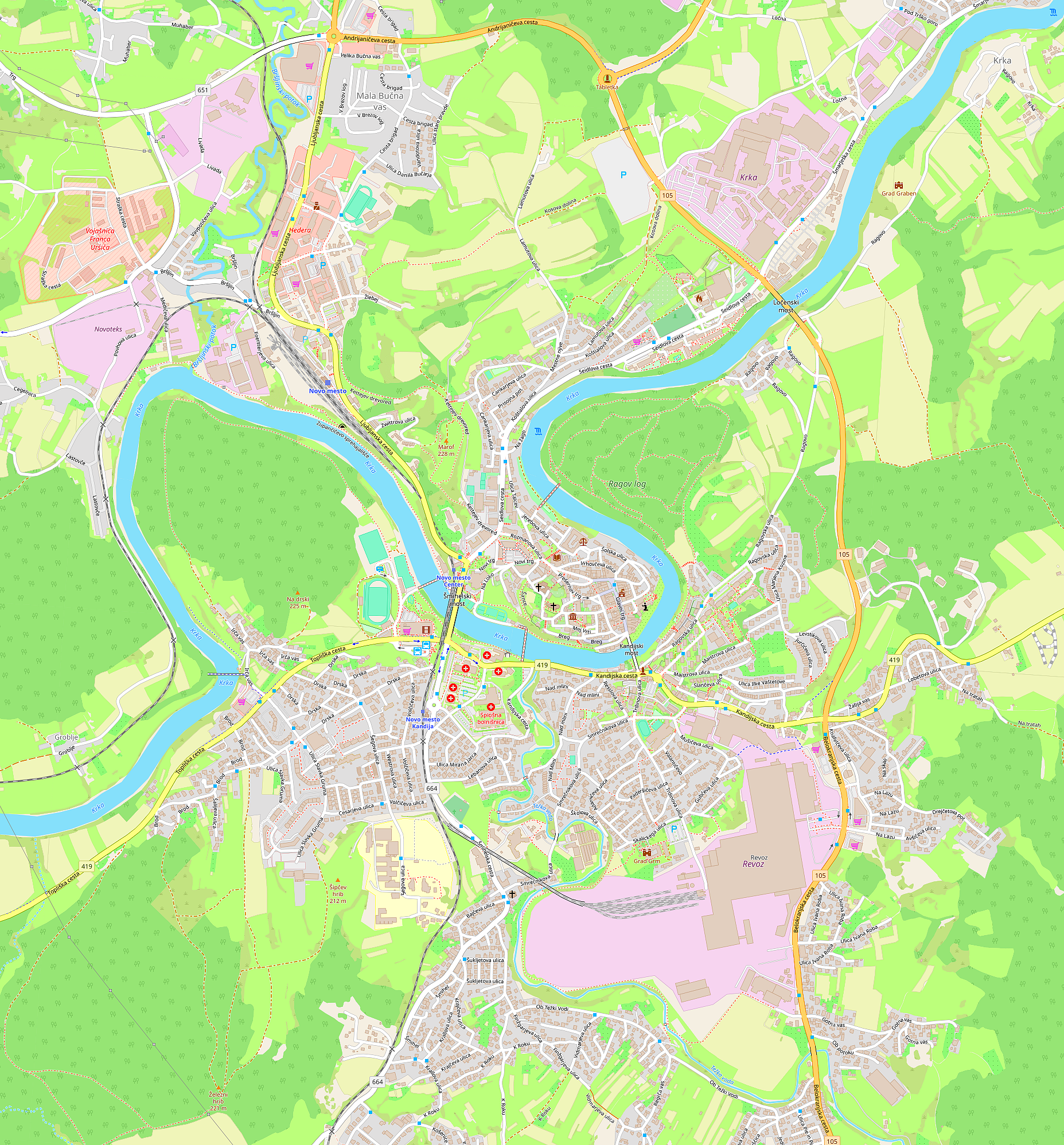
Stadt Novo mesto

Kandija-Grm ist der Name einer der 23 Ortsgemeinschaften (Krajevna skupnost) in der slowenischen Stadtgemeinde Novo mesto im Südosten des Landes.
Zur Ortsgemeinschaft gehören in der Stadt Novo mesto die Straßen Adamičeva ulica, Belokranjska cesta (Haus-Nr. 4), Gubčeva ulica, Kandijska cesta (Haus-Nr. 5, 7, 9, 11, 12, 13, 14 bis 60 (gerade Zahlen), Mušičeva ulica, Nad mlini, Paderšičeva ulica, Resslova ulica, Skalickega ulica, Smrečnikova ulica, Školova ulica, Trdinova ulica und Valantičevo.

## Lage
Die Ortsgemeinschaft umfasst die Gebiete von Novo mesto südlich der Krka und östlich des Bachs Tezka voda.
Die Verwaltung der Ortsgemeinschaft befindet sich in Novo mesto, Smrečnikova ulica 16.